# Восток (залив)
Восток (прежнее название на китайском языке Уцзимивай) — залив Японского моря в Приморском крае западнее города Находки и полуострова Трудный.

## История освоения
Впервые акваторию этого залива в 1855—1856 годах заметили с моря и приблизительно, пунктиром, нанесли на свою карту английские моряки, но изучение и описание не производили.
В 1860 году залив Восток был назван подполковником корпуса флотских штурманов В. М. Бабакиным в честь шхуны «Восток» на которой он проводил гидрографические исследования залива Петра Великого.
В 1861 году залив подробно описан и изучен по заданию В. М. Бабакина экипажем клипера «Гайдамак» под командованием капитан-лейтенанта А. А. Пещурова.
В 1862 году в залив Восток для уточнения морской карты заходил клипер «Разбойник» с В. М. Бабакиным на борту.

## Физико-географическая характеристика

### Географическое положение
Залив Восток вдаётся в берег в северо-восточной части залива Петра Великого Японского моря между мысом Пещурова на западе и находящимся в 3,1 мили к востоку от него мысом Подосёнова. С юга залив обращён широким входом к открытому морю, в северо-западной и северной части в него впадают речки Волчанка и Литовка.

### Берега
Береговая полоса слагается как скальными грунтами (состоящими в основном из гранитов и порфиритов), так и мягкими осадочными породами (сланцы и песчаники).
Западный берег залива возвышенный, в него вдаётся несколько бухт, наиболее значительными из которых являются бухты Гайдамак и Средняя.
Берег вершины залива низкий и песчаный. Широкий прибрежный песчаный пляж, прорезанный устьями нескольких рек, выделяется при подходе с моря своим жёлтым цветом.
Восточный берег залива по мере продвижения на юг постепенно повышается и становится утёсистым с красноватыми осыпями.

### Экологическая обстановка

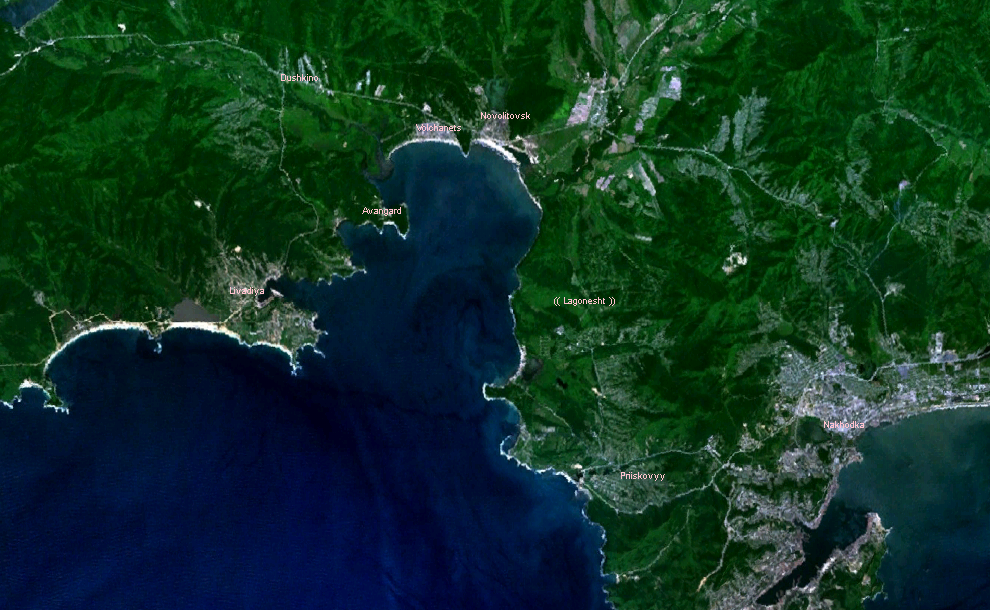
Спутниковый снимок залива

В 1989 году был создан Государственный морской комплексный заказник «Залив Восток».
С июля до начала сентября на берегах залива проводят свой отдых жители всего Дальнего Востока. На берегу залива отсутствуют загрязняющие экологию предприятия.
Однако, в 2010 году в окрестностях мысов Елизарова и Подосенова было начато строительство нефтеперерабатывающего завода компании Роснефть мощностью 20 млн тонн в год, включающего морской терминал для отгрузки готовой продукции, рассчитанный на прием танкеров дедвейтом 100 тыс. тонн и контейнеровозов дедвейтом 120 тыс. тонн. Но строительство было приостановлено вследствие отрицательного решения экологической и Главгосэкспертизы, прорабатывались варианты изменения концепции предприятия на нефтехимическое, а также возможный перенос площадки строительства. В итоговом варианте был принят отказ от нефтеперерабатывающих мощностей в пользу строительства нефтехимического производства объёмом 5,5 млн тонн в год.